# Heinrich Hübler
 (décembre 2023).
Si vous disposez d'ouvrages ou d'articles de référence ou si vous connaissez des sites web de qualité traitant du thème abordé ici, merci de compléter l'article en donnant les références utiles à sa vérifiabilité et en les liant à la section « Notes et références ».
Pour les articles homonymes, voir Hübler.
Heinrich Hübler est un musicien corniste allemand, né le 4 décembre 1822 à Wachwitz, mort le 14 avril 1893 à Dresde.

## Biographie
Il étudie le cor dans un premier temps avec Höhne et Häberlein, puis se perfectionne quelques années plus tard en recevant les enseignements du Maître et grand corniste Josef Rudolf Lewy (de), à Dresde. En 1843, il devient membre du Lewy's horn quartet au sein du Royal Saxonian Hofkapelle. Par la suite, il en devient le premier cor solo, jouant sous la direction de grands chefs tel Reissiger (de), Wagner et Berlioz. Après une brillante carrière de près d'un demi-siècle, il meurt à Dresde, le 14 avril 1893.